# Katharine De Senne
Katharine De Senne (São Paulo, 10 de septiembre de 1984) es una actriz y TV Host de televisión. DeSenne es conocida por interpretar a Giovanna en la serie Miss XV (producción de Nickelodeon y Televisa), ella es también conocida como reportera del Clima y Deportes. DeSenne tiene una licenciatura en Educación, ella posee estudios en Actuación y Arte. Katharine De Senne es trilingüe, habla portugués, español e inglés. Ella también tiene Estudios de Cine, Guion, Filosofía y Oratoria. En la Universidad el coeficiente intelectual de Kat DeSenne fue reportado 135. 

## Carrera
DeSenne estudió actuación en la escuela de teatro de la Universidad SENAC. Al mismo tiempo se desarrollaba como bailarina en diversos grupos y compañías de bailes. Dicha actividad la impulsó a estudiar la licenciatura en educación con especialidad en educación física. Se tituló en el año 2008 y trabajó como maestra de baile y personal trainer. En el mismo año, DeSenne se fue a vivir en Corea del sur, donde  trabajó como bailarina en el parque Woobangland Tower en Daegu. En 2009, DeSenne se mudó a Ciudad de México para estudiar la carrera de actuación en la reconocida y concurrida escuela de artes CEA Centro de Educación Artística del Canal Televisa.  Se graduó en diciembre del año 2010 y ella  tuvo su primera participación en una telenovela mexicana con un pequeño personaje como modelo en  Una familia con suerte. En los años siguientes Kat empezó a actuar en diversas producciones. En 2014 empezó su carrera como reportera para Televisa Deportes durante el evento World Cup Brasil 2014.

## Trayectoria

### Telenovelas, Películas y Series
- Muy Padres personaje Caty maestra Imagentv (2017)
- TVC Netwoks -  TV Host

- Conductora Clima TVC
- Historias delirantes  - Estrella TV personaje Liliana
- Gloria- (2014) película
- Muchacha italiana viene a casarse - (2014) Televisa
- Hasta el fin del mundo te amare - (2014) Televisa
- Amores que matan el otro lado del amor- Promovisión  (2013) - Susan Falcao
- Mi adicción, mi maldición Discovery Channel(2013) - Sueli Pires
- Como dice el dicho  (2013) - Televisa
- Porque el amor manda (2013) - Televisa
- Amores verdaderos (2013) - Televisa
- MISS XV (2012) - Giovanna
- Por ella soy Eva -(2012) Chica Imperio
- Amor Bravio - (2012) Agatha Acosta
- Una familia con suerte (2012) - María Reportera
- Las Aparicio (2010) - Argos
- María Esperanza (2007) - SBT
- Domingo legal (2006) - SBT
- Días de Gloria (2005) - Globo
- Programa Sem Controle (2005) - SBT

### Teatro
- Citadinos al redil (2012)
- La vida no vale nada (2010)
- Hunab ku (2010)
- El Programa de televisión (2010)
- Old Saybrock (2009)